# Paus Alexander VII
Paus Alexander VII (Siena, 13 februari 1599 – Rome, 22 mei 1667) was paus van 1655 tot 1667. Voordien was hij een pauselijk nuntius die deel nam aan de onderhandelingen voor de Vrede van Westfalen.

## Biografie
Hij werd geboren als Fabio Chigi in een van de machtigste Italiaanse families van zijn tijd. Chigi kreeg een meer dan degelijke opleiding, die hem later goed zou dienen tot het verwerven van het pausschap. Op zijn zevenentwintigste behaalde hij de doctoraten in de filosofie, de rechten en de theologie aan de Universiteit van Siena.
Hij was achtereenvolgens inquisiteur op Malta en pauselijk nuntius in Keulen, waar hij deel nam aan de onderhandelingen voor de Vrede van Westfalen, die een einde maakte aan de Dertigjarige Oorlog. Samen met de Venetiaanse diplomaat Luigi Alvise Contarini had hij de opdracht het overleg tussen de oorlogvoerende partijen te vergemakkelijken. Hij stuurde wekelijks verslagen naar het Vaticaan.
In 1651 verzocht paus Innocentius X hem naar Rome komen. Daar benoemde hij hem tot kardinaal in februari 1652. Als een van de eersten was hij op de hoogte van de wens tot bekering van Christina I van Zweden.
Na de dood van Innocentius X in 1655 werd een opvolger gezocht met diplomatieke ervaring die getuigde van spirituele diepgang. Chigi bleek de beste kandidaat en werd op 7 april 1655, na een conclaaf van tachtig dagen, tot paus benoemd. Hij koos voor zichzelf de naam Alexander VII, naar zijn voorganger die ook van Siena afkomstig was.
De kardinalen hoopten eveneens dat Alexander een einde zou maken aan het in die dagen gebruikelijke pauselijke nepotisme. Helaas benoemde Alexander al spoedig allerlei familieleden op hoge goedbetaalde burgerlijke en geestelijke posten binnen het Vaticaan, alsook eigen vorstelijke paleizen en landerijen.
Hij moest de Corsicaanse Garde ontbinden na de beschieting op de hertog van Créquy, de ambassadeur van het koninkrijk Frankrijk bij de Heilige Stoel.
Hij was een intelligent persoon met ruime interesses voor de kunsten en hij hield van nieuwigheden, doch steevast in een traditioneel kader.
De architectuur en beeldhouwkunst waren zeer belangrijk voor hem. Zijn interesse voor andere kunstvormen zoals schilderkunst was eerder beperkt, tenzij er een rechtstreekse link met architectuur duidelijk was.
Hij zag architectuur vooral in een ruimere context: het ging hem niet om de afzonderlijke gebouwen, maar om de totale stedelijke structuur.
Hij beschouwde de Kerk en de architectuur als steunpilaren voor de samenleving.
IJdel als hij was, liet hij op tal van zijn gerealiseerde bouwwerken inscripties aanbrengen die getuigden van zijn grootse verwezenlijkingen.

## Stedenbouwkundige interventies
In de 16e en 17e eeuw hadden al verscheidene pausen zich bekommerd om de herstructurering van Rome. Alexander VII onderscheidde zich echter van zijn voorgangers door de intensiteit en de volledigheid van zijn bouwcampagnes. Hij wijdde ze immers niet alleen aan de verbetering van het stratenpatroon, maar legde zich eveneens toe op het steeds toenemende verkeersprobleem, de restauratie van gebouwen en de verfraaiing van de stad in zijn geheel.
Vóór zijn stedenbouwkundige interventies waren er weinig open plekken in de Rome, de stad bestond uit allerlei smalle en gekromde straten. De huizen stonden dicht bijeen, waren ongelijk en versprongen ten opzichte van elkaar.
Naast het stratennet vormde ook het aanzienlijk aantal onafgewerkte paleizen en kerken een obstakel voor het verwezenlijken van de ware grootsheid van de stad.
Alexander had echter weinig invloed op de paleizen aangezien de eigenaars meestal daarnaast ook een verblijf buiten de stad hadden. Vanuit die kring bleek er weinig interesse voor de plannen van Alexander. Voor de verdere afwerking van de kerken had hij wel meer invloed.
Een ander probleem waren de markten, deze versperden een goed zicht op de monumentale pleinen en waren een doorn in het oog van de paus. De marktkramers werden bevolen te verhuizen naar ‘winkelcentra’.
Alexander VII wilde een ‘Roma Alessandrina’ creëren, een coherent geheel van het Vaticaans gebied maken. Met behulp van een zeer gedetailleerde houten maquette van Rome probeerde hij het beeld van zijn ‘ideale 17de-eeuwse stad’ te verwezenlijken.
Brede, rechte straten met een ruim perspectief en regelmatige open pleinen met aan weerszijden indrukwekkende paleizen waren de basiselementen van zijn ideaal.
De herstructurering loste de verkeersproblemen op en gaf Alexander VII de mogelijkheid ambitieuze projecten op poten te zetten, deze noemde hij ‘Teatri’, die het best omschreven konden worden met monumentale architecturale shows.
In 1660 blies hij de ‘Congregazione delle Strade’ terug leven in, deze organisatie superviseerde het onderhouden en verbeteren van het stratennet, dit hield het rechttrekken, vergroten en ontruimen van de straten en pleinen in.
Hij benoemde een ‘Presidente delle Strade’ en de ‘Maestri delle Strade’ – het uitvoerend orgaan- om de organisatie meer kracht bij te zetten.

## Gian Lorenzo Bernini
Hoewel Bernini geen architecturale opleiding had gevolgd, kreeg hij veel steun van opeenvolgende pausen en had bijgevolg een belangrijke invloed uitgeoefend op de artistieke productie van Rome.
Hij was de favoriete architect van Alexander VII, maar daarnaast hield hij zich ook bezig met de details, zoals de pauselijke juwelen, koetsen, klederdracht,…
Tijdens het pontificaat van Alexander heeft hij de meeste kansen gekregen om zijn architecturale kunnen te verfijnen. Hij was de architect van alle pauselijke paleizen en van bijna alle grote bouwprojecten van die tijd.
Het werk van Bernini wordt gekenmerkt door eerlijkheid en volgde de architecturale logica. Dit heeft veel invloed gehad op de barok. Bernini begon met een sobere basisvorm die werd opgesmukt met beeldhouwwerk. Hij was een Artista Universale: hij wilde de drie visuele kunsten tot één geheel samenbrengen.
Voor Bernini moesten zelfs de kleinste bouwwerken een impressie van monumentaliteit uitstralen. Hij gebruikte de Baroque Cinquecentismo, deze beantwoordde aan de conventies en decorum van de 17de eeuw.

## Enkele werken onder Alexander VII

### Sint-Pietersbasiliek en Sint-Pietersplein

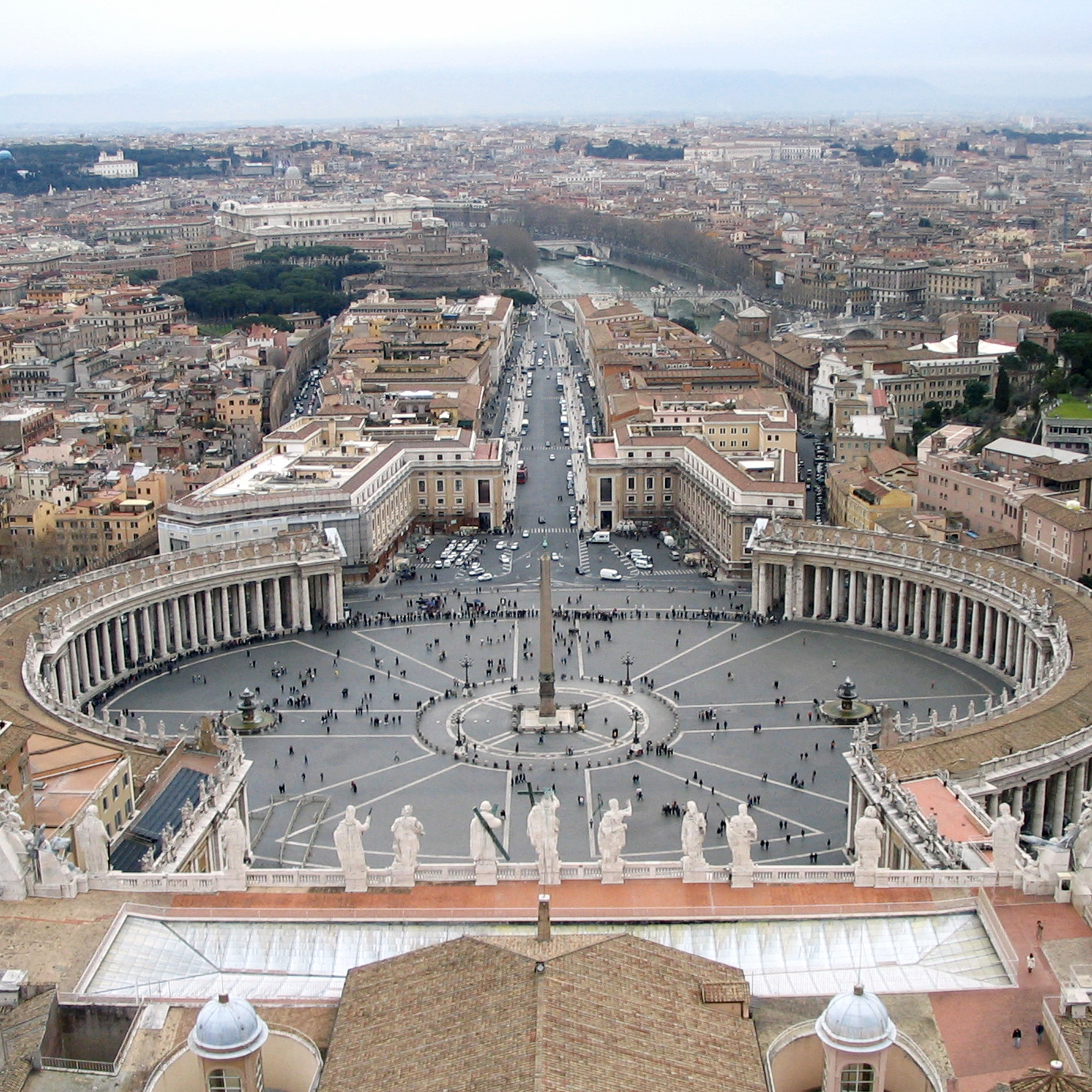
Uitzicht op zichtas vanaf het dak van de basiliek

De Sint-Pietersbasiliek is gebouwd op de plaats waar de heilige Petrus begraven was. Vrijwel elke architect van betekenis in Rome van de 16e en 17e eeuw heeft een hand gehad in het ontwerp.
Ten tijde van Alexander VII had de basiliek zelf al min of meer zijn huidige vorm aangenomen. Het plein daarentegen was nog vormloos. Zijn aandacht ging dan ook vooral uit naar het Sint-Pietersplein, dat volgens hem het belangrijkste was van zijn ‘Teatri’. Planning en uitvoering van dit werk namen zijn volledige pontificaat in beslag.
Het idee om een monumentale open ruimte te creëren voor de basiliek was een oude gedachte, het plein moest zorgen voor een grootse toegangsweg tot de kerk. Bernini ontwierp in 1656 de ovale colonnade die nu zo typerend is aan het plein. Mogelijke was de vorm een suggestie van Alexander VII. De omarming van het plein zorgt ervoor dat de toeschouwer als het ware naar de kerk gezogen wordt.
Daarnaast heeft Bernini ook de Scala Regia en het standbeeld van Constantijn ontworpen in 1663.

### Forum Romanum
Het Forum Romanum was altijd al de plaats geweest waar het leven van de stad zich afspeelde. Het vormde ook een aandachtspunt in de stedenbouwkundige planning van Alexander. Hij zorgde voor een link tussen de zone tussen de stadsmuren en deze erbuiten. Ook werden vele gebouwen die langs de rand stonden gerestaureerd. Daarnaast werden vier rijen bomen geplant die het verkeer op het het forum ordenen.

### Piazza del Popolo en Kerk S. Maria del Popolo

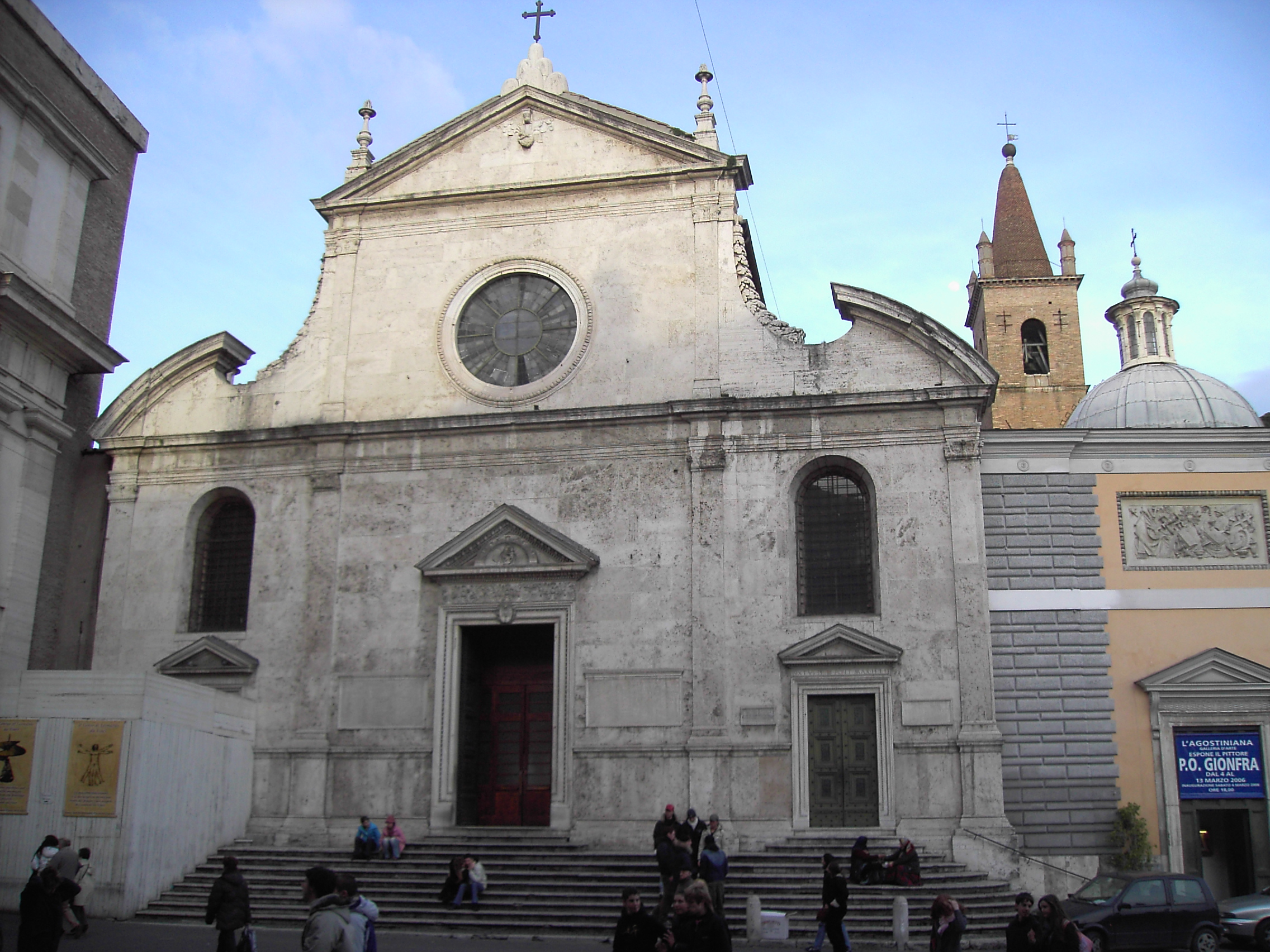
Façade van de Santa Maria del Popolo

Het herontwerpen van de Piazza del Popolo en de kerk S. Maria del Popolo begon in 1655 onder toezicht van Rainaldi en Fontana. De originele ontwerpen waren in een hoog barokke stijl, maar werden door Fontana versimpeld, mogelijk onder invloed van Bernini, die een meer traditionele aanpak aanraadde.

### Piazza della Pace en Kerk S. Maria della Pace
Pietro da Cortona werd aan gewezen voor de heraanleg van het plein om de verkeers- en parkeerproblemen op te lossen. Deze werden veroorzaakt door de verschillende koetsen van de hoogstaande figuren die daar de mis bijwoonden. De kerk S.Maria della Pace zelf werd eveneens verbouwd en staat nu bekend om zijn barokke gevel met een samenspel van concave en convexe vormen.
Dit project is een goed voorbeeld van de ingenieuze werking tussen plein en kerk die onmiddellijk een diepe indruk op de toeschouwer nalaat.

### Via del Corso

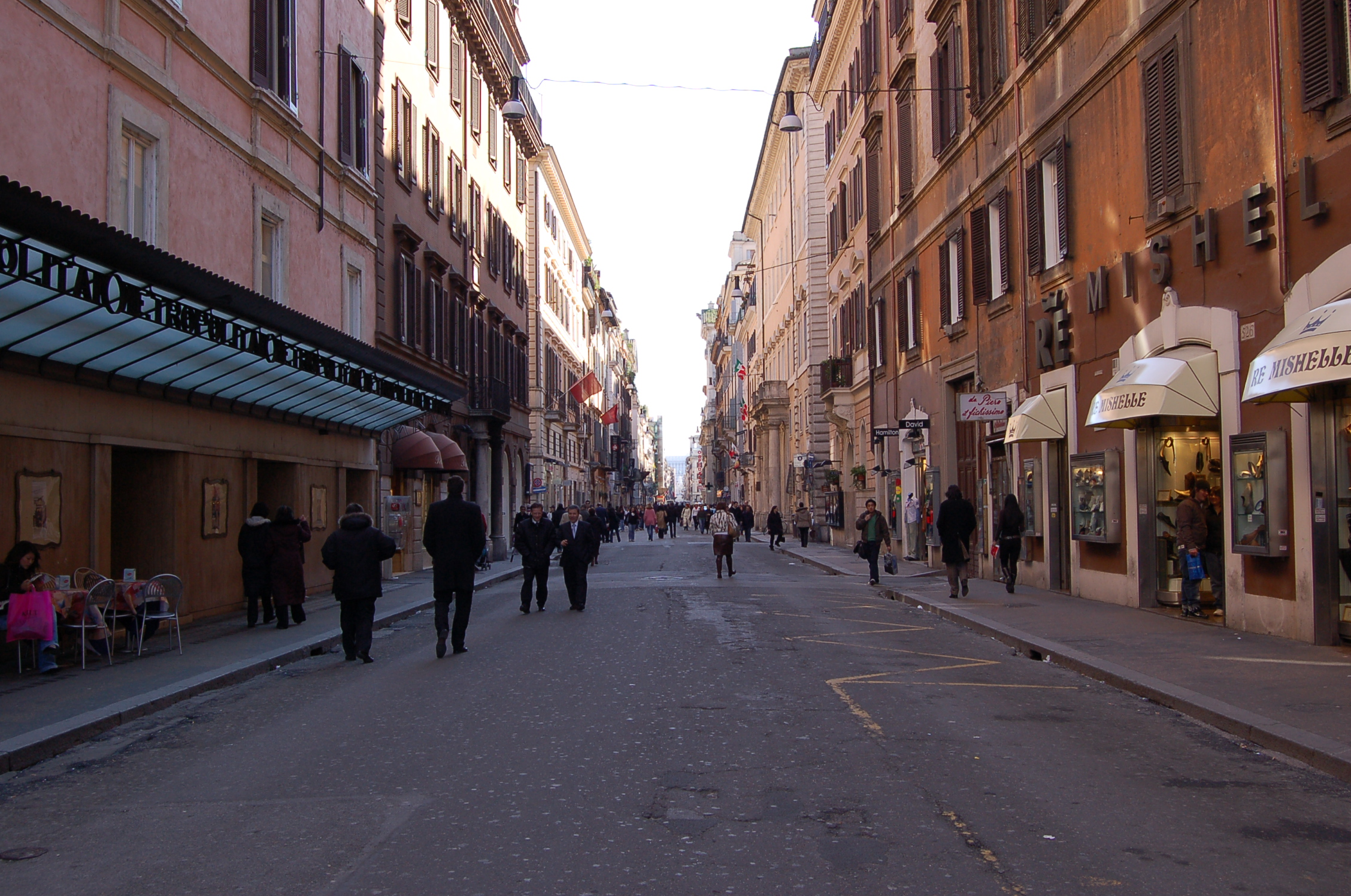
De Via del Corso

Via del Corso was al in de 15de eeuw een van de belangrijkste wegen. Maar op de Via bevonden zich veel paleizen die vervielen tot een aaneenschakeling van appartementen. Zelfs de indrukwekkendste paleizen en kerken die zich in 1655 langs de Corso bevonden, waren ouderwets, in slechte staat of zelfs nooit afgewerkt. Tussen de paleizen stond een rij aanliggende huizen. Alexander kon privé-families niet verplichten om hun paleizen af te maken of af te breken, maar om dit probleem toch op te lossen gaf hij in 1660 aan de ‘Maestri delle Strade’ de toelating om straten en pleinen te verbreden en recht te trekken, en dus impliciet ook huizen te onteigenen en af te breken.
De Arco di Portogallo, die een obstakel voor het verkeer vormde, werd afgebroken om de Corso te verbreden, hoewel Alexander VII wel de antieke Romeinse gebouwen wilde behouden. Door de antieke Romeinse gebouwen te integreren in de stad, wilde hij een parallel ontwikkelen tussen de Klassieke Oudheid en het Rome van de 17de eeuw.

### Graftombe van Alexander VII

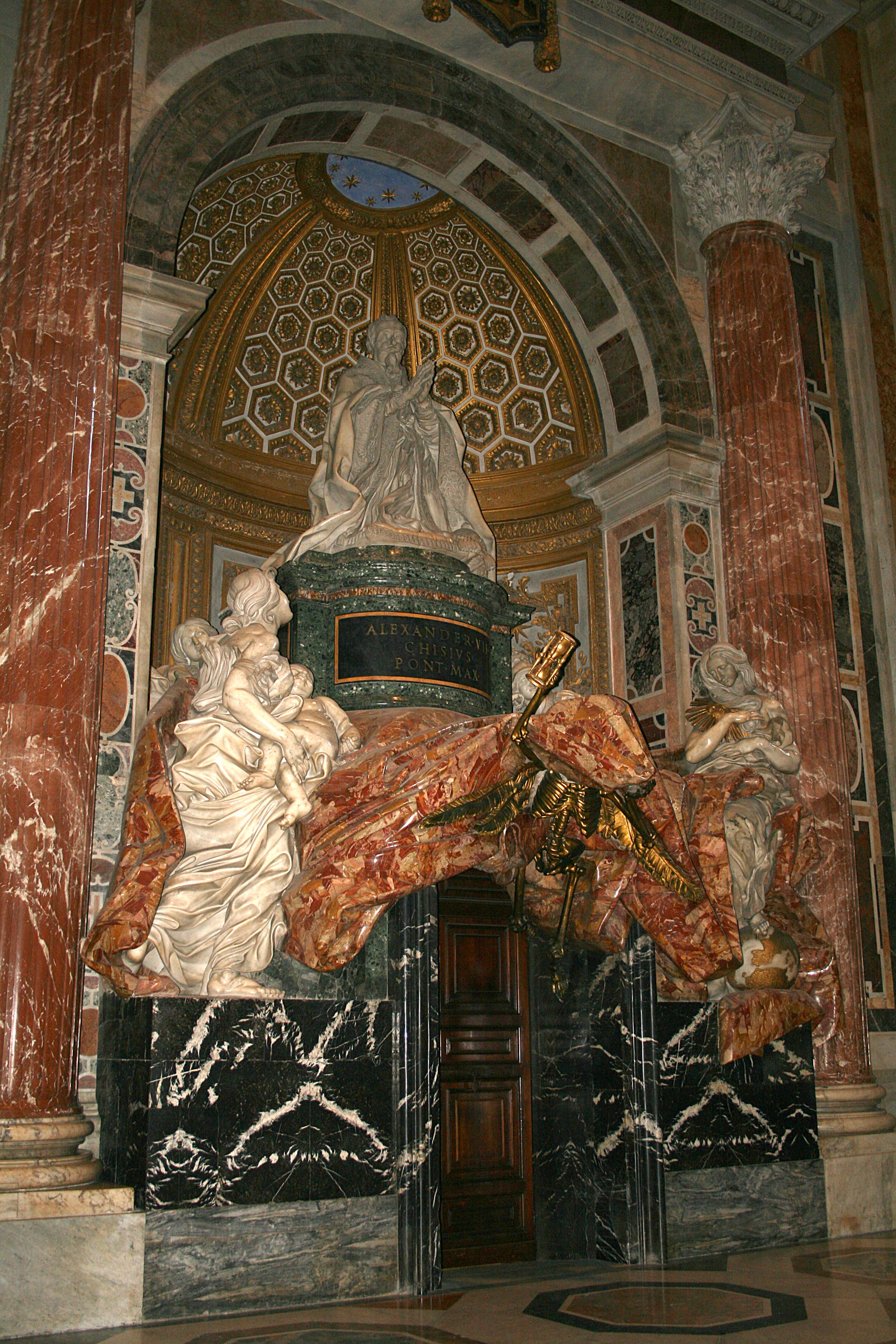
Grafmonument paus Alexander VII

De graftombe in de Sint-Pietersbasiliek werd ontworpen door onder anderen Bernini, in opdracht van Alexander zelf. Het ontwerpen van de tombe zelf bestreek een periode van 16 jaar. De aanwezigheid van maar twee allegorische figuren, samen met de ondiepe ruimte en vlakke achterwand van de nis, suggereren dat Bernini's originele bedoeling was om het traditionele ontwerp van graftombes te hanteren.
De evolutie van dit ontwerp is een mooi voorbeeld van wat Alexander ‘desegni’ noemde; de interactie tussen de paus en zijn kunstenaars waarbij plannen en ideeën werden uitgewisseld.
Alexander stierf echter wel vóór de bouw van zijn graftombe was begonnen. Onder Paus Clemens X is de graftombe opgericht en later ook voltooid.

## Keerzijde van de medaille
Alexander VII investeerde enkel in de monumentalisering van de stad, hij hechtte geen belang aan de noden van de lagere klassen. Zo waren er bijvoorbeeld niet genoeg huisvestingsmogelijkheden voor de armen.
Rome was enkel een aangename stad voor de rijken. Alexander VII was dan ook niet populair bij de Romeinen, aangezien hij veel te decadente projecten liet uitvoeren in tijden van economische crisis.
Cursief: tegenpaus